# Linea 8 (metropolitana di Città del Messico)
La linea 8 della metropolitana di Città del Messico fu inaugurata il 20 luglio 1994, l'allora presidente della Repubblica Carlos Salinas de Gortari e il reggente della città inaugurarono la linea 8 della metropolitana.
La sua lunghezza totale è di 20,078 km; di questi, 17,679 km danno servizio di trasporto pubblico e il resto è usato per manovre. Questa linea era stata pianificata molto tempo prima solo che venne sospesa dopo alcuni cambiamenti di progetto.
Conta con due capolinea: al nord, Garibaldi che corrisponde con l'innesto della linea B, e a Sud-est, Costitucion del 1917, che si trova in Iztapalapa. Conta con 13 Stazioni e 4 stazioni di incrocio con altre linee per un totale di 19 stazioni il tutto per un totale di 19 stazioni, delle quali 14 sotterranee e 5 di superficie.
Secondo i dati della società che la gestisce, nel 2006 l'affluenza sulla linea è stata di 117.386.342 passeggeri
La maggior parte dei treni usati su questa linea sono MP-82 riequipaggiati per il servizio, e inoltre stanno circolando, anche se in numero minore, alcuni treni NM-79.
È prevista la costruzione di un'altra stazione chiamata del Paso, all'angolo dell'asse 3 Orientale e Ermita, così da poter connettersi con la futura linea 12.

## Stazioni
| Stazione             | Apertura       | Delegazione         | Interscambio | Tipo di stazione                 |
| -------------------- | -------------- | ------------------- | ------------ | -------------------------------- |
| Garibaldi-Lagunilla  | 20 luglio 1994 | Cuauhtémoc          |              | Terminal y Sotterranea, passante |
| Bellas Artes         | 20 luglio 1994 | Cuauhtémoc          |              | Sotterranea, passante            |
| San Juan de Letrán   | 20 luglio 1994 | Cuauhtémoc          | -            | Sotterranea, passante            |
| Salto del Agua       | 20 luglio 1994 | Cuauhtémoc          |              | Sotterranea, passante            |
| Doctores             | 20 luglio 1994 | Cuauhtémoc          | -            | Sotterranea, passante            |
| Obrera               | 20 luglio 1994 | Cuauhtémoc          | -            | Sotterranea, passante            |
| Chabacano            | 20 luglio 1994 | Cuauhtémoc          |              | Sotterranea, passante            |
| La Viga              | 20 luglio 1994 | Venustiano Carranza | -            | Sotterranea, passante            |
| Santa Anita          | 20 luglio 1994 | Iztacalco           |              | Sotterranea, passante            |
| Coyuya               | 20 luglio 1994 | Iztacalco           | -            | Di superficie, passante          |
| Iztacalco            | 20 luglio 1994 | Iztacalco           | -            | Di superficie, passante          |
| Apatlaco             | 20 luglio 1994 | Iztapalapa          | -            | Di superficie, passante          |
| Aculco               | 20 luglio 1994 | Iztapalapa          | -            | Di superficie, passante          |
| Escuadrón 201        | 20 luglio 1994 | Iztapalapa          | -            | Sotterranea, passante            |
| Atlalilco            | 20 luglio 1994 | Iztapalapa          |              | Sotterranea, passante            |
| Iztapalapa           | 20 luglio 1994 | Iztapalapa          | -            | Sotterranea, passante            |
| Cerro de la Estrella | 20 luglio 1994 | Iztapalapa          | -            | Sotterranea, passante            |
| UAM-I                | 20 luglio 1994 | Iztapalapa          | -            | Sotterranea, passante            |
| Constitución de 1917 | 20 luglio 1994 | Iztapalapa          | -            | Di superficie, terminale         |